# گئورگی بابالیف
گئورگی بابالیف (انگلیسی: Georgi Babaliev؛ زادهٔ ۱۴ مهٔ ۲۰۰۱) بازیکن فوتبال است.